# Hochhaus der Deutschen Rentenversicherung Rheinland-Pfalz
Das Hochhaus der Deutschen Rentenversicherung Rheinland-Pfalz ist ein Büro- und Verwaltungsgebäude, das mit seinen 53 Metern aus der westlichen Silhouette der Stadt Speyer herausragt. Mit der Grundsteinlegung am 17. August 1957 und des Bezugs am 23. Mai 1960 entstand das zweite rheinland-pfälzische Hochhaus nach 1945. Architekt war Pauljosef Gilgenberg.

## Geschichte
Bis zum Umzug in das Hochhaus im Januar/Februar 1960 befand sich die Hauptverwaltung der Landesversicherungsanstalt (LVA) Rheinland-Pfalz, die seit 2005 Deutsche Rentenversicherung Rheinland-Pfalz heißt, im heutigen Stadthaus in Speyer. Raumnot in der Innenstadt machte es notwendig, einen neuen Standort zu suchen. Zur Diskussion stand auch, ein Bürogebäude in nächster Nähe des Domes zu errichten.
Das Gelände für das neue Verwaltungsgebäude des rheinland-pfälzischen Rentenversicherers befand sich im Westen Speyers. Auf einer Baugrundfläche von 140 auf 200 Meter entstand ein Hochhaus mit zwei Seitentrakten. Hermann Langlotz war zu dieser Zeit Präsident des rheinland-pfälzischen Rentenversicherers. Die ersten Bauarbeiten begannen am 14. Juni 1957, die Grundsteinlegung war am 17. August 1957. Im Januar/Februar 1960 zogen die Mitarbeiter ins Hochhaus ein.

## Architektur
Das Hochhaus liegt in einer Nord-Süd-Achse. Das über 53 Meter hohe, 15,40 Meter breite und 53 Meter lange Bürogebäude ruht auf einer 1,2 Meter starken Stahlbetonplatte. Der 15-stöckige Hochhauskörper besitzt an den Kopfenden jeweils ein Treppenhaus. Vier Aufzüge befinden sich am südlichen Kopfende. Die Bauweise im Inneren bestimmen Mittelflure auf allen Ebenen, an die sich jeweils 10 Büroräume gliedern.
Der Stahlbetonbau zeichnet sich durch seine minimalisierte vertikale Gliederung und seine Glasfläche aus. Sie stellen ein typisches Beispiel der zeitgenössischen Architektur nach 1950 dar. Die Offenheit, Leichtigkeit, Aufbruch und Optimismus spiegeln damit den künstlerischen Gegensatz zur NS-Zeit. Die rechteckige Glasfassade umrahmt ein helles Band und betont diese Form. Durchzogen wird sie von schmalen Lisenen. Im 13. Obergeschoss befindet sich ein schmaler Balkon auf beiden Hochhausseiten. Mit der Renovierung der Fassade 1988/1989 wurden auch die Durchbrüche in der Hochhaus-Krone geschlossen.

## Kunst am Bau
An der nördlichen Kopfseite befindet sich außen ein Betonrelief des Neustädter Bildhauers Hans Bruno Fay. Die stilisierten Personen und Gegenstände symbolisieren den Generationenvertrag, Schutz für Industrie und Arbeitswelt. Stier und die von einem Mann begleitete Frauengestalt versinnbildlichen den griechischen Mythos der Europa, aus dessen Wurzeln die Staatsform der Demokratie erwuchs.
Sgraffiti, Kratzputzarbeiten, befinden sich in den Treppenhäusern zu den Seitengebäuden des Hochhauses. Geschaffen hat sie der Schifferstadter Künstler Theo „Gegas“ (Pseudonym) Gems. Im südlichen Trakt sind Menschen bei der Weinlese und der Apfelernte zu sehen. Im östlichen Trakt weisen die Sgraffiti auf Industrie, das Hochhaus der Rentenversicherung und musische Menschen hin.

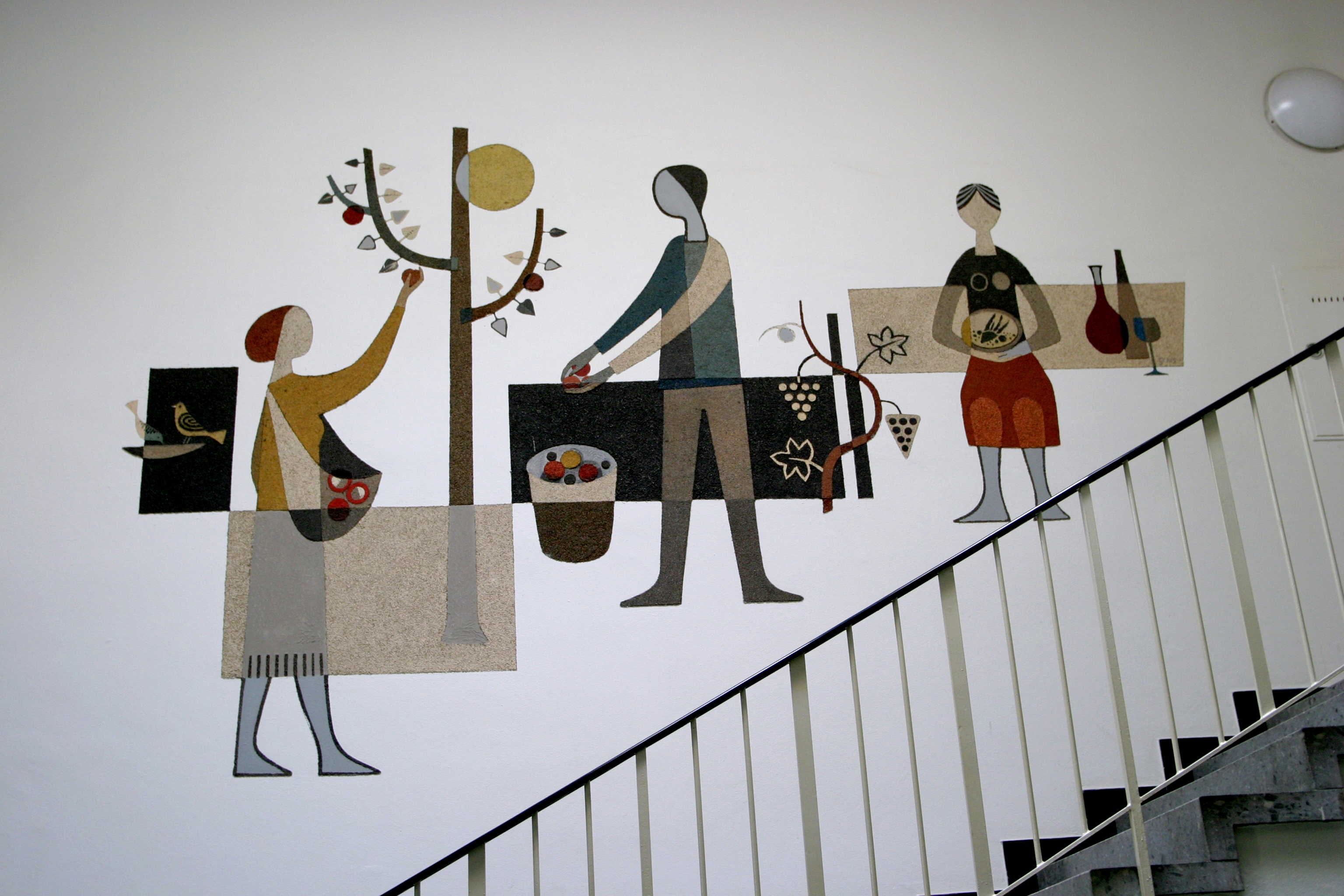
Die Kratzputzarbeit im westlichen Treppenaufgang des Seitengebäudes des Verwaltungsgebäudes
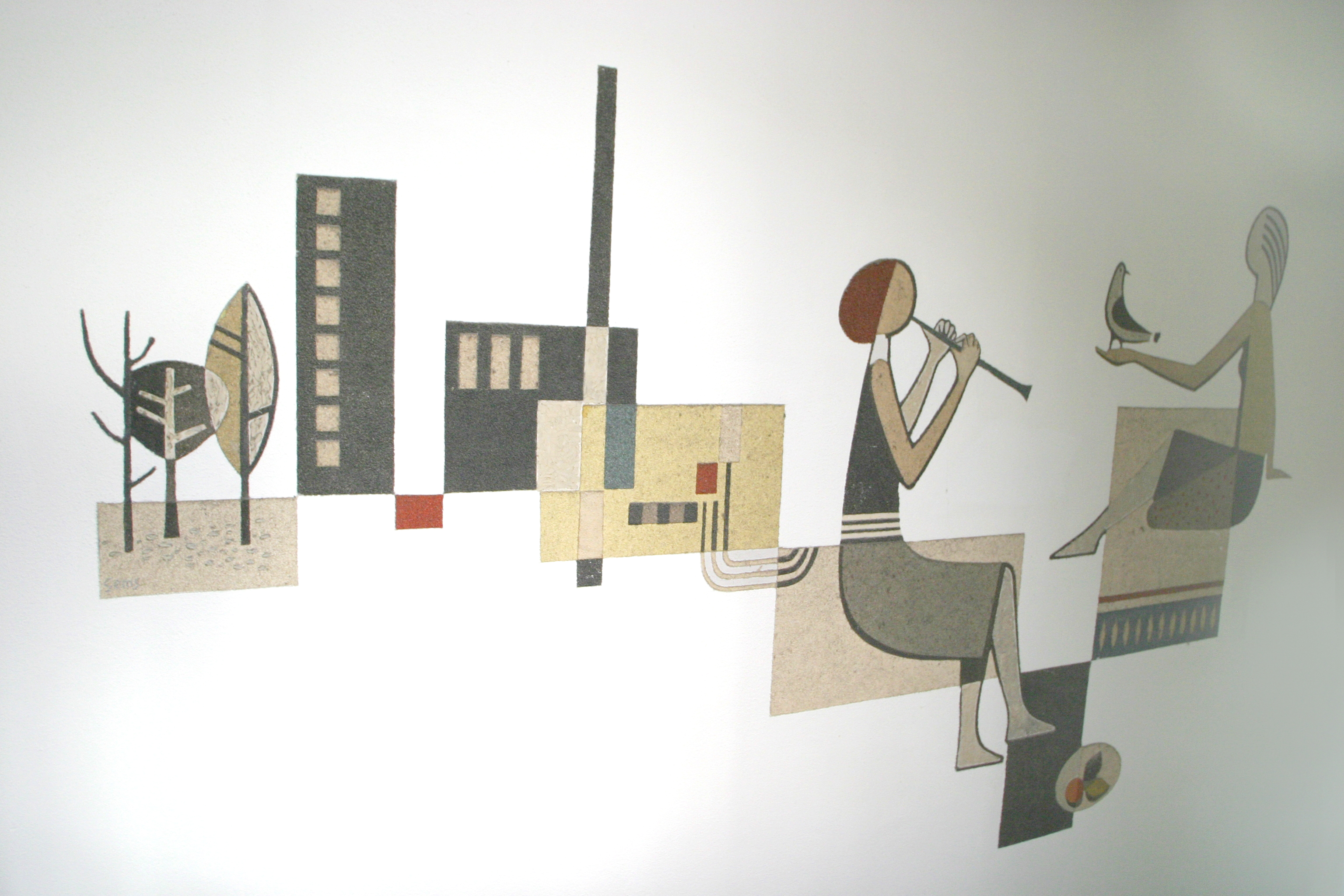
Kratzputzarbeit im östlichen Treppenaufgang des Seitengebäudes
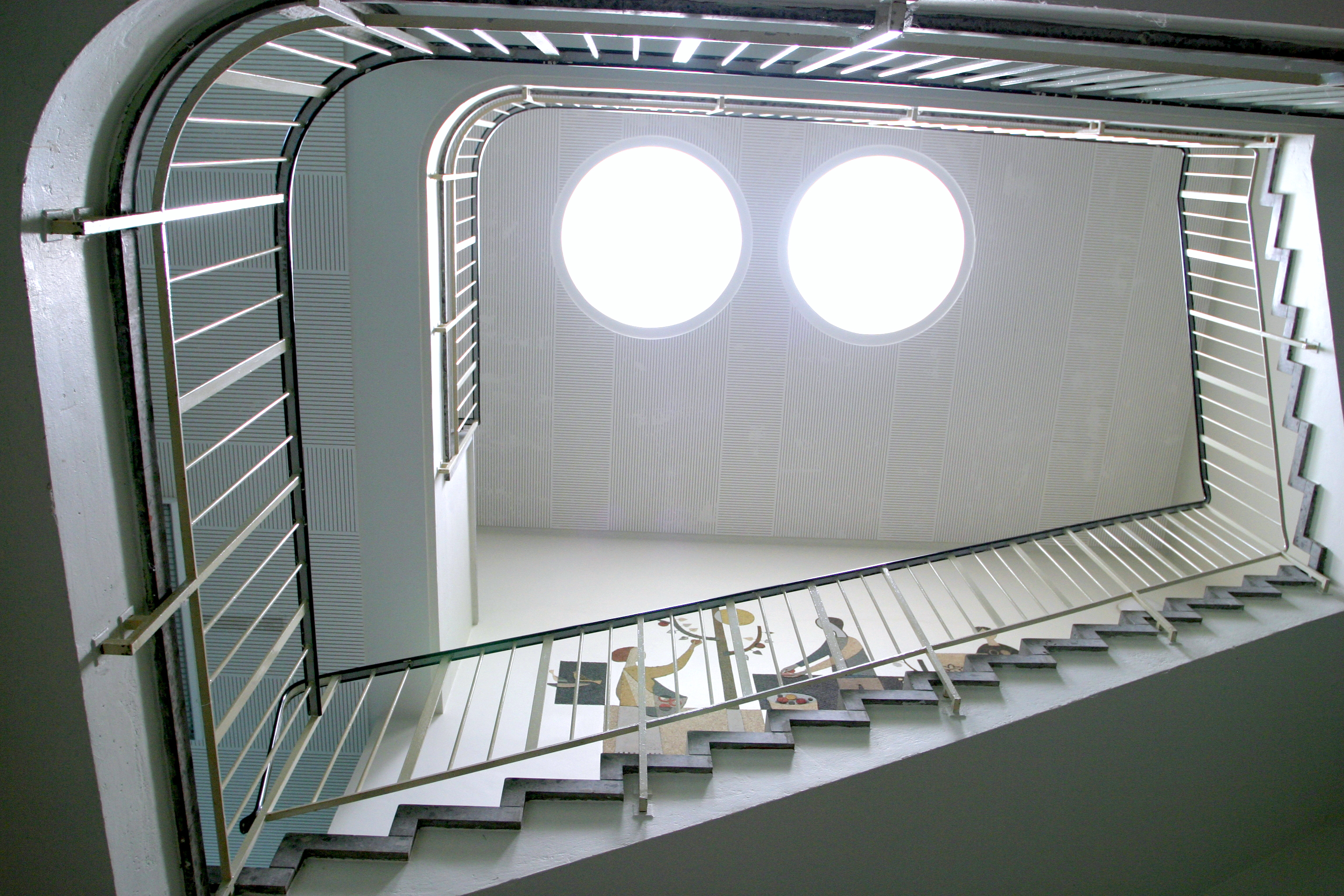
Blick ins Treppenhaus des westlichen Seitengebäudes
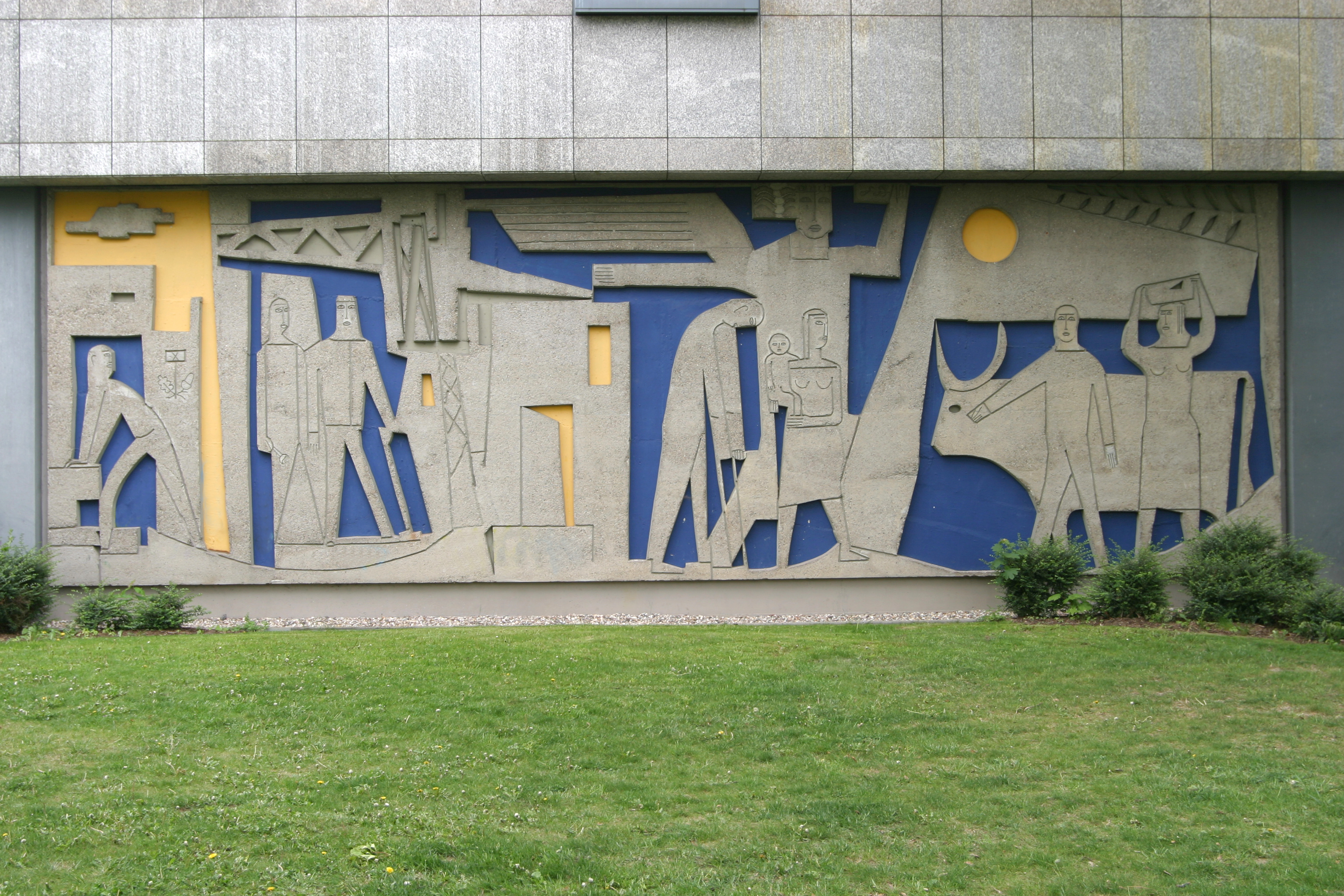
Das von Hanns Fay geschaffene Betonrelief am Hochhaus

## Historische Fotografien

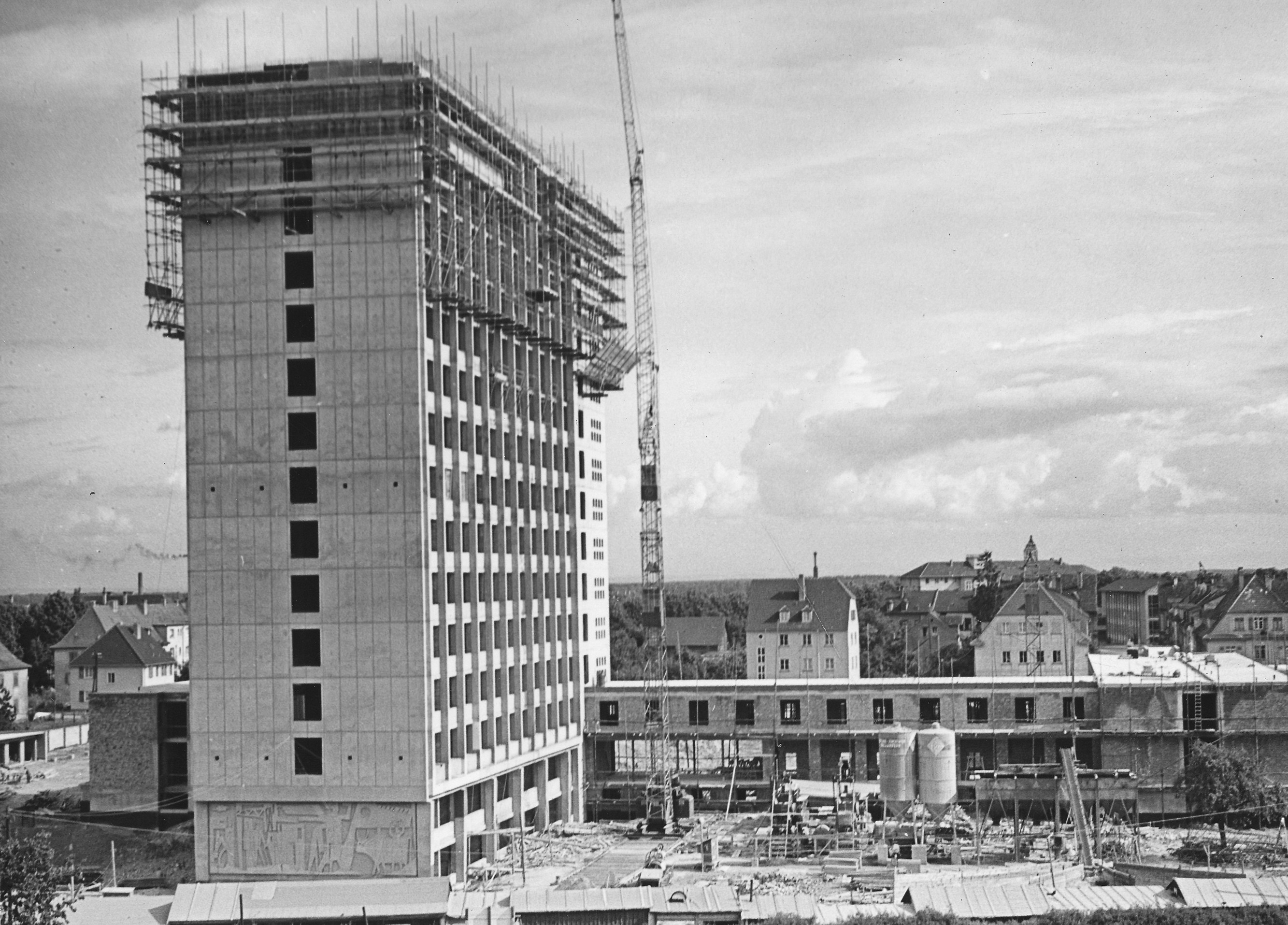
Das DRV-Hochhaus um 1958. Das Betonrelief von Hans Bruno Fay ist schon zu sehen. Foto: Stadtarchiv Speyer 233-1 Nr. 3556, Herkunft: Bauamt Speyer.

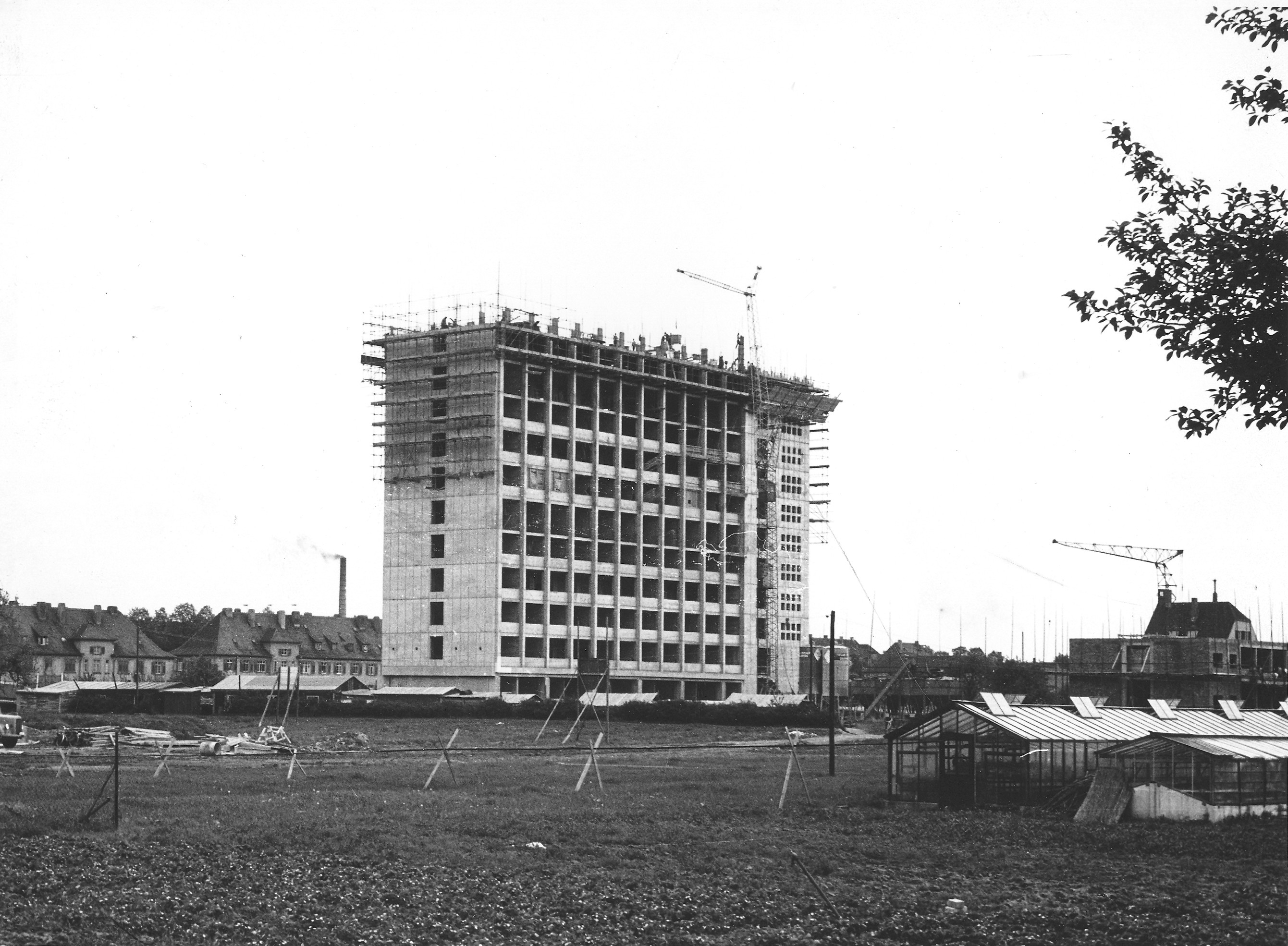
Blick auf den Rohbau des DRV-Hochhauses um 1958. Foto: Stadtarchiv Speyer 233-1 Nr. 3551, Herkunft: Bauamt Speyer.

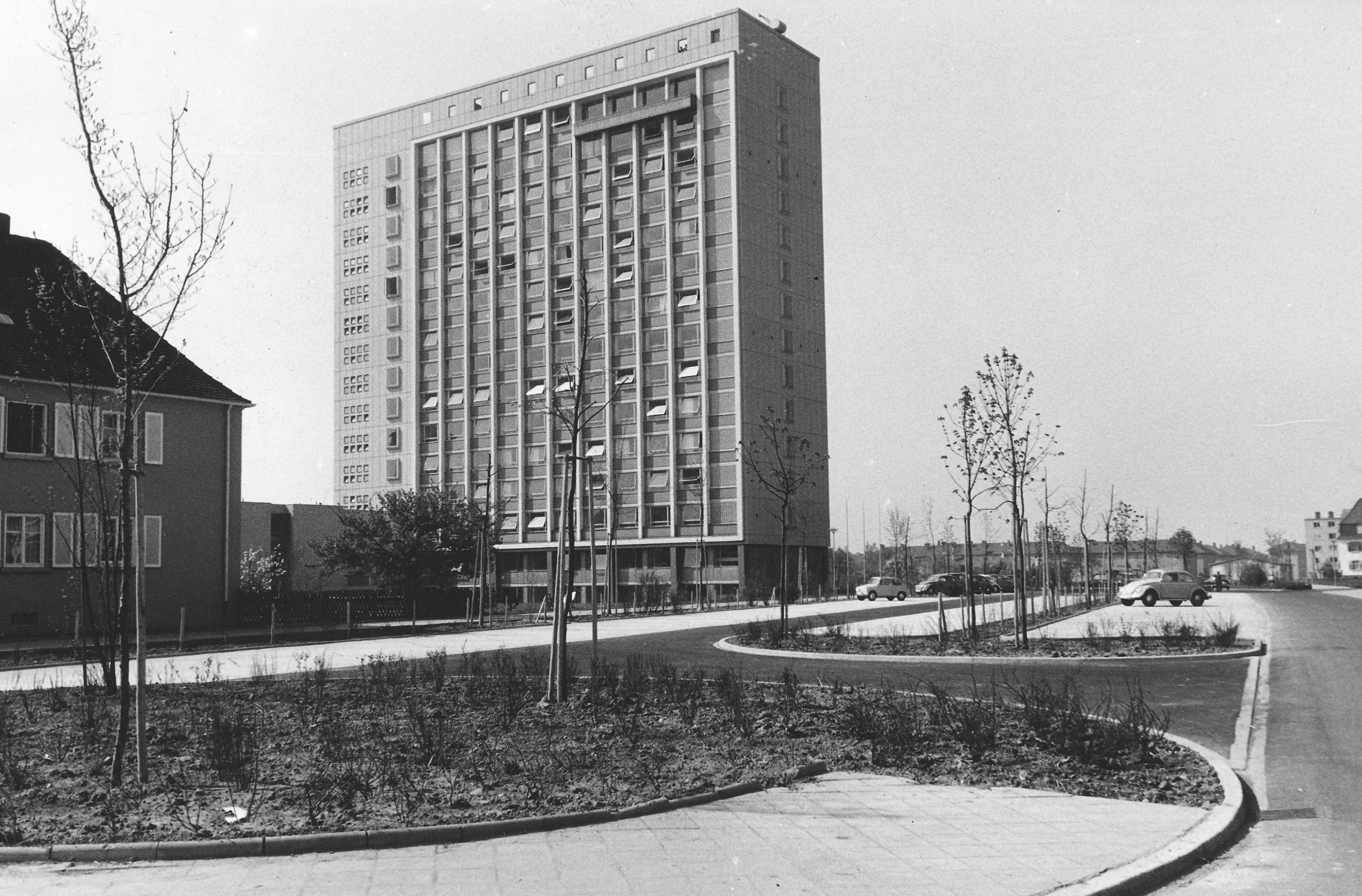
Aufnahme des DRV-Hochhauses Mitte der 1960er Jahre. Foto: Stadtarchiv Speyer 233-1 Nr. 31816, Fotografin: Bettina Deuter.